# Catageus pusillus
Catageus pusillus är en spindeldjursart som beskrevs av Tord Tamerlan Teodor Thorell 1889. Catageus pusillus ingår i släktet Catageus och familjen Charinidae. Inga underarter finns listade i Catalogue of Life.